# James Shigeta
James S. Shigeta (Honolulu, 17 de Junho de 1929 — Los Angeles, 28 de Julho de 2014) foi um premiado ator e cantor americano. Nascido no Havaí, graduou-se em artes pela Universidade de Nova Iorque. Ao longo de 55 anos de carreira, destacou-se por atuações como Wang Ta, em Flor de Lotus (1961) e Joe Takagi, em Duro de Matar (1988); entre outros. Também foi cantor, obtendo relativo sucesso no Japão; apesar de não falar o idioma.
Em 1960, Shigeta ganhou o Golden Globe de melhor revelação, juntamente com os atores Barry Coe, Troy Donahue e George Hamilton. Em 2005, recebeu o Visionary Award do Asian-American Theatre, por encorajar produções de origem asiática nos Estados Unidos. James Shigeta faleceu em 28 de Julho de 2014, aos 85 anos.

## Filmografia
Filmografia selecionada do atorː

### Cinema
| Ano  | Título                     | Personagem               |
| ---- | -------------------------- | ------------------------ |
| 1959 | The Crimson Kimono         | Detetive Joe Kojaku      |
| 1961 | Cry for Happy              | Suzuki                   |
| 1961 | Bridge to the Sun          | Hidenari Tenasaki        |
| 1961 | Flower Drum Song           | Wang Ta                  |
| 1966 | Paradise, Hawaiian Style   | Danny Kohana             |
| 1973 | Lost Horizon               | To Len                   |
| 1974 | The Yakuza                 | Goro                     |
| 1976 | Midway                     | Almirante Chūichi Nagumo |
| 1988 | Die Hard                   | Joseph Yoshinobu Takagi  |
| 1998 | Mulan                      | General Li               |
| 2000 | Brother                    | Sugimoto                 |
| 2009 | The People I've Slept With | Charles Yang             |

### Televisão
| Ano     | Título                     | Personagem          | Notas e Observações |
| ------- | -------------------------- | ------------------- | ------------------- |
| 1961    | Alcoa Premiere             | capitão             | 1ep.                |
| 1963    | Dr. Kildare                | Dr. Roy Shigera     | 1ep.                |
| 1964    | The Outer Limits           | capitão Newa        | 1ep.                |
| 1965    | I Spy                      | Tommy               | 1ep.                |
| 1968    | Hawaii 5-0                 | Joseph Matsukino    | 1ep.                |
| 1970    | Mission: Impossible        | Shiki               | 1ep.                |
| 1970-72 | Medical Center             | Dr. Osaka           | 7eps.               |
| 1976    | S.W.A.T                    |                     | 1ep.                |
| 1979    | Fantasy Island             | Gen. Lin Sun        | 2eps.               |
| 1982    | The Greatest American Hero | Coronel Shawn Liang | 1ep.                |
| 1983    | T. J. Hooker               | Chow Duc Khan       | 1ep.                |
| 1984    | The Love Boat              | Yasamoto            | 5eps.               |
| 1986    | Magnum, P.I.               | Sr Obotu            | 1ep.                |
| 1988    | Mission: Impossible        | Ki                  | 1ep.                |
| 1994    | Babylon 5                  | Taro Isogi          | 1ep.                |
| 1999    | Beverly Hills, 90210       | Ben Sosna           | 3eps.               |
| 2005    | Avatar: The Last Airbender | nômade              | 1ep.                |